# Benjamin Hansen
Benjamin Hansen (Bogense, 1994. február 7. –) dán labdarúgó, a norvég Molde középpályása.

## Pályafutása
Hansen a dániai Bogense városában született. Az ifjúsági pályafutását a Skovby és a Bogense csapataiban kezdte, majd 2006-tól a Næsbyhoz igazolt. 2009-ben pedig a Vejle akadémiájánál folytatta tovább.
2013-ban mutatkozott be a Vejle felnőtt csapatában, ám egy mérkőzésen sem lépett pályára. 2013-ban átigazolt a harmadosztályú Marienlysthez, ahol összesen három szezont játszott, emellett az utolsó szezonban a csapat kapitánya is volt. 2016 és 2017 között a Fredericia csapatát erősítette. 2017 augusztusában az első osztályban szereplő Nordsjællandhoz szerződött.
2019. március 19-én a norvég Haugesund együtteséhez igazolt. Először a 2019. március 31-ei, Strømsgodset elleni mérkőzésen lépett pályára. Első gólját 2019. július 14-én, a Tromsø ellen 5–1-re megnyert találkozón szerezte. A 2021-es szezonban a Haugesund csapatkapitánya volt. 
2022. február 2-án a Moldéhez szerződött.

## Statisztikák
2023. augusztus 2. szerint
| Klub         | Szezon   | Osztály          | Bajnokság | Bajnokság | Kupa  | Kupa | Nemzetközi | Nemzetközi | Összesen | Összesen |
| Klub         | Szezon   | Osztály          | Meccs     | Gól       | Meccs | Gól  | Meccs      | Gól        | Meccs    | Gól      |
| ------------ | -------- | ---------------- | --------- | --------- | ----- | ---- | ---------- | ---------- | -------- | -------- |
| Fredericia   | 2016–17  | NordicBet Liga   | 30        | 1         | 0     | 0    | —          | —          | 30       | 1        |
| Fredericia   | 2017–18  | NordicBet Liga   | 3         | 0         | 0     | 0    | —          | —          | 3        | 0        |
| Fredericia   | Összesen | Összesen         | 33        | 1         | 0     | 0    | 0          | 0          | 33       | 1        |
| Nordsjælland | 2017–18  | Danish Superliga | 19        | 0         | 0     | 0    | —          | —          | 19       | 0        |
| Nordsjælland | 2018–19  | Danish Superliga | 10        | 0         | 0     | 0    | 3          | 0          | 13       | 0        |
| Nordsjælland | Összesen | Összesen         | 29        | 0         | 0     | 0    | 3          | 0          | 32       | 0        |
| Haugesund    | 2019     | Eliteserien      | 30        | 1         | 6     | 0    | 6          | 0          | 42       | 1        |
| Haugesund    | 2020     | Eliteserien      | 30        | 1         | —     | —    | —          | —          | 30       | 1        |
| Haugesund    | 2021     | Eliteserien      | 29        | 2         | 1     | 0    | —          | —          | 30       | 2        |
| Haugesund    | Összesen | Összesen         | 89        | 4         | 7     | 0    | 6          | 0          | 102      | 4        |
| Molde        | 2022     | Eliteserien      | 25        | 0         | 5     | 0    | 10         | 0          | 40       | 0        |
| Molde        | 2023     | Eliteserien      | 12        | 1         | 4     | 0    | 2          | 0          | 18       | 1        |
| Molde        | Összesen | Összesen         | 37        | 1         | 9     | 0    | 12         | 0          | 58       | 1        |
| Összesen     | Összesen | Összesen         | 188       | 6         | 16    | 0    | 21         | 0          | 225      | 6        |

## Sikerei, díjai
Haugesund
- Norvég Kupa
  - Döntős (1): 2019

Molde
- Eliteserien
  - Bajnok (1): 2022

- Norvég kupa
  - Győztes (1): 2021–22